# Ян Стефані
Ян Стефані (пол. Jan Stefani, відомий також як Steffan, Steffani, Joannis, Johann, Jean; 1746, Прага —  24 лютого 1829, Варшава) — польський композитор, скрипаль і диригент Національної опери у Варшаві.

## Біографія
Ян Стефані — чех за походженням. Народився у Празі. Після закінчення навчання став капельмейстером. У пошуках кар'єри в 1771 р. прийняв пропозицію й переїхав у Варшаву до двору короля Речі Посполитої Понятовського, де зайняв посаду концертмейстера й диригента оркестру Національного театру.
Швидко завоював популярність і дружбу польських композиторів, таких як Войцех Богуславський, Мацей Каменський та інших.
Цікавився народною музикою. Деякі спеціалісти називали його «батьком національної опери».
Син — Юзеф Стефані, композитор і педагог.

## Творчість
Писав музику під сильним впливом творів Моцарта й opèra comique.
Автор водевіля «Cud mniemany, czyli Krakowiacy i Górale» (лібрето Войцеха Богуславського (1794), 11 опер, в тому числі:
- Król w kraju rozkoszy (1787)
- Cud mniemany czyli Krakowiacy i Górale (1794)
- Wdieczni poddani czyli Wesele wiejskie (1796)
- Szczesliwi wiesniacy — Drzewo zaczarowane (1796)
- Frozyna czyli Siedem razy jedna (1806)
- Rotmistrz Górecki czyli Oswobodzenie (1807)
- Polka czyli Oblezenie Trembowli (1807)
- Stary mysliwy (1808)
- Papirius czyli Ciekawosc dawnych kobiet (1808)

Окрім цього, великої кількості танцювальної оркестрової музики (полонезів, мазурок, краков'яків), пісень, творів на релігійну тему (мес і ораторій). 